# Миркин, Борис Михайлович
Борис Михайлович Миркин (16 июля 1937, Уфа — 9 августа 2017, там же) — советский и российский эколог, фитоценолог, доктор биологических наук (1975), профессор (1976), Заслуженный деятель науки Российской Федерации (1994), член-корреспондент Академии наук Республики Башкортостан.

## Биография
Миркин Борис Михайлович родился 16 июля 1937 года в Уфе.
В 1959 году окончил Казанский государственный университет. После окончания университета работал преподавателем на кафедре ботаники БСИ, а с 1982 года в Башкирском государственном университете (ныне Уфимский университет науки и технологий) — проректор по научной работе.
Одновременно с преподавательской работой Миркин ведет научную работу — с 1970 заведующий лабораторией геоботаники, главный научный сотрудник Института биологии АН РБ.
В 1971—1975 годах он возглавлял советско-монгольские биологические экспедиции АН СССР и АН МНР. Многочисленные экспедиции Б. М. Миркина охватывали территорию Башкортостана, долину реки Амударьи (1965 г.), Монгольскую народную республику (1970—1975), Якутию (1974, 1976, 1978), дельту реки Волги (1982—1985 гг.), пойму реки Амур (1987 г.).
Б. Миркин — член международной ассоциации науки о растительности (IAVS), член редколлегии журнала «Folia geobotanica et phytotaxonomica».
Научные интересы Б. Миркина — геоботаника, классификация растительности, теория сукцессий в травосмесях, учение об антропогенной трансформации растительности.
Б. М. Миркин создал уфимскую геоботаническую школу, которая является одной из наиболее авторитетных в России и за рубежом.
Школа занимается вопросами фитоценологии, динамики и классификации растительности, моделями организации фитоценозов.
Р. Макинтош, крупнейший американский эколог, за разработку Миркиным теории классификации растительности назвал его «экологом философии и метаэкологом».
Б. М. Миркин — заместитель председателя редакционного совета издательства «Башкирская энциклопедия», член редколлегий журналов «Биология в школе», «Экология и жизнь», «Сельскохозяйственная биология», «Вестник АН РБ», «Экономика и управление», «Башкирский экологический вестник», «Табигат».
Б. М. Миркин подготовил 17 докторов и 60 кандидатов наук.

## Труды
Миркин Борис Михайлович — автор более 1000 научных трудов, в том числе 60 монографий и учебников:
- Миркин Б. М. О парадигмах в фитоценологии // Журн. общ. биологии. 1984. Т. 45, № 6. С. 749—758.
- Миркин Б. М. Теоретические основы современной фитоценологии. — М. : Наука, 1985а. — 137 с.
- Миркин Б. М. Современное состояние и тенденции развития классификации растительности методом Браун-Бланке // Итоги науки и техники. Ботаника. Т. 9. — М. : ВИНИТИ, 1989а. — 128 с.
- Миркин Б. М. Об антропогенной эволюции растительности // Экосистемные исследования : историко-методологические аспекты / под ред. А. И. Кафанова, Э. И. Колчинского. Владивосток : ДВО АН СССР, 1989б. С. 94-106.
- Миркин Б. М. О растительных континуумах // Журн. общ. биологии. 1990. Т. 51, № 3. С. 316—326.
- Миркин Б. М., Наумова Л. Г. О «нише» сравнительной флористики в современной науке о растительности // Журн. общ. биологии. 1996. Т. 57, № 3. С. 399—409.
- Миркин Б. М., Наумова Л. Г. Концепция фитоценоза : история дискуссий и современное состояние // Журн. общ. биологии. 1997. Т. 58, № 2. С. 106—116.
- Миркин Б. М., Наумова Л. Г. Наука о растительности : (история и современное состояние основных концепций). — Уфа : Гилем, 1998. — 413 с.
- Миркин Б. М., Наумова Л. Г., Соломещ А. И. Современная наука о растительности: Учебник. М.: Логос, 2002.
- Миркин, Б. М., Наумова Л. Г. Растения Башкортостана. Уфа: Китап, 2002.
- Миркин Б. М. Острова архипелага «Память»: Записки геоботаника. Уфа: Гилем, 2003. (pdf — 83.2 МБ)
- Миркин Б. М., Наумова Л. Г. Популярный экологический словарь /Под ред. А. М. Гилярова. Изд. 2-е, перераб. и доп. М.: Тайдекс КО, 2003.
- Миркин Б. М., Наумова Л. Г. Экология: Учебное пособие. — 2-е изд., перерб. и дополн. Уфа: Восточный университет, 2004.
- Миркин Б. М., Наумова Л. Г. Экология: Экстерн-пособие. Уфа: Восточный университет, 2004.

## Награды и звания
- Медаль ордена «За заслуги перед Отечеством» II степени (23 октября 2013) — за достигнутые трудовые успехи и многолетнюю добросовестную работу[2]
- Медаль «Найрамдал» (Монголия, 1975)
- Орден Салавата Юлаева.
- Медаль «Петра I».

- Заслуженный деятель науки Российской Федерации (29 декабря 1994) — за заслуги в научной деятельности
- Заслуженный деятель науки  Республики Башкортостан